# Jaworek (góra)
Jaworek (niem. Urlenberg, 781 m n.p.m.) – wzniesienie w południowo-zachodniej Polsce, w Sudetach Środkowych, w Górach Sowich.

## Położenie i opis
Wzniesienie położone jest w północno-zachodniej części Gór Sowich, w niewielkim grzbiecie Masywu Włodarza, po północno-zachodniej stronie od przełęczy Rozdroże pod Moszną, na zachód od miejscowości Walim.
Kopulaste wzniesienie, o stromych zboczach, z płaskim wyrazistym wierzchołkiem, wznosi się między Włodarzem a Moszną. Wzniesienie zbudowane z prekambryjskich gnejsów nazywanymi przez geologów gnejsami sowiogórskimi. Wierzchołek i zbocza porasta w całości las świerkowo-bukowy regla dolnego.
Masyw Włodarza, w którym położone jest wzniesienie, w okresie II wojny światowej, objęty był szczególną tajemnicą przez III Rzeszę, w związku z budową kompleksu militarnego pod kryptonimem „Riese” (pol. Olbrzym).
Wzniesienie położone jest na obszarze Parku Krajobrazowego Gór Sowich.

## Szlaki turystyczne
Przez szczyt prowadzą szlaki turystyczne:
- niebieski – prowadzący z  Walimia do Głuszycy – fragment europejskiego długodystansowego szlaku E3.
- czerwony – z Sokołowska na Wielką Sowę – fragment Głównego Szlaku Sudeckiego.